# Vena kyrka
Vena kyrka är en kyrkobyggnad i Vena församling i Linköpings stift. Kyrkan ligger i Hultsfreds kommun.

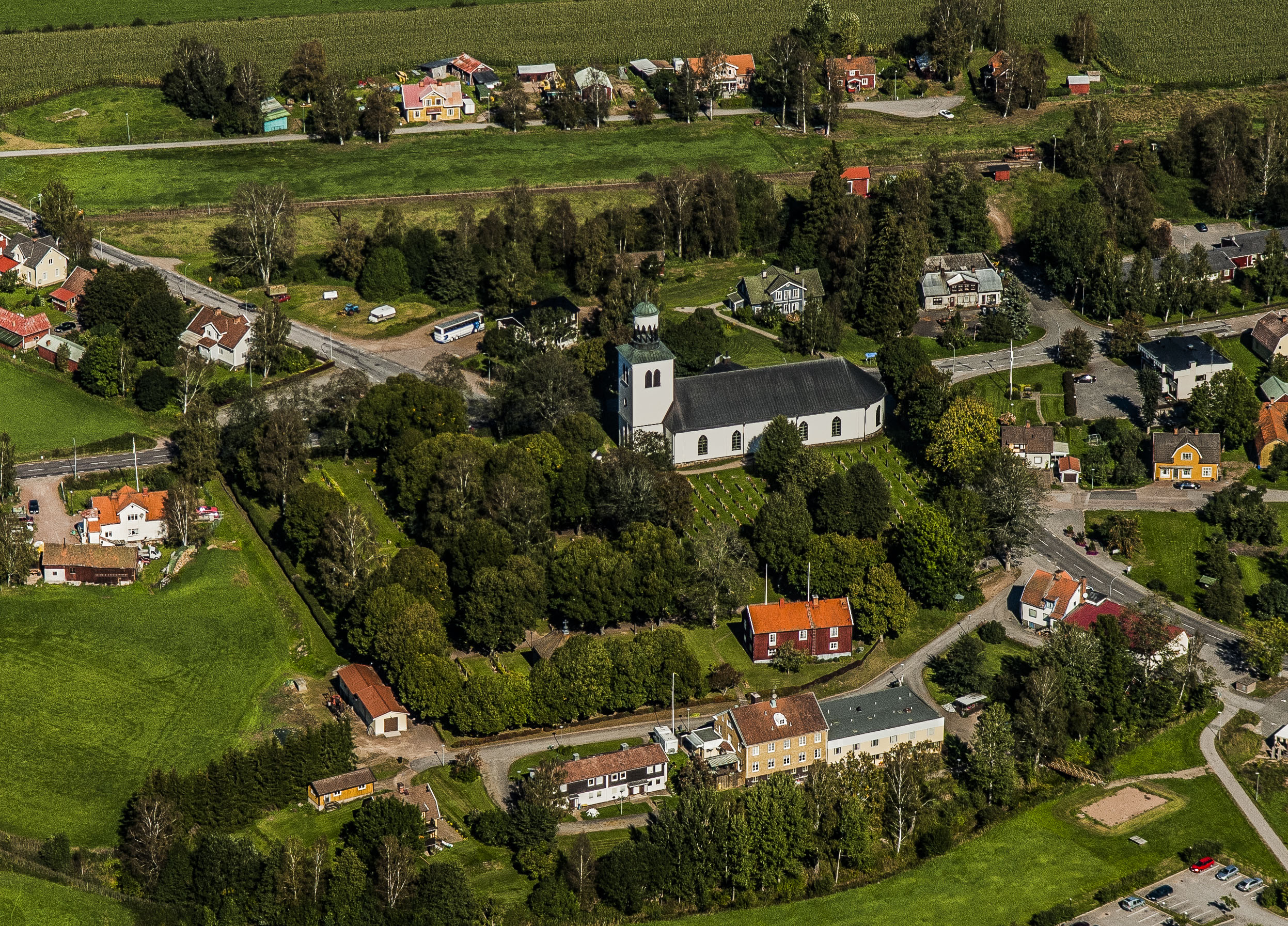
Flygfoto över kyrkan 2006.

## Kyrkobyggnaden
Kyrkan är ritad av Jacob Wulff i nygotisk stil och stod färdig 1799, även om den inte invigdes förrän 1803. Den byggdes kring den tidigare kyrkan, som revs när den nya stod klar. Kyrkan rymde ursprungligen 1 200 personer, men efter några renoveringar då bänkar tagits bort ryms omkring 700 personer. Den är stiftets näst största landsortskyrka efter Lofta kyrka i Västerviks kommun.
Kyrkan byggdes enligt äldre muntlig uppgift tillräckligt stor för att rymma soldater från Hultsfreds slätt som marscherade hit.

## Inventarier
- Vena kyrka har två altartavlor i koret, med ett träkors emellan.
- Skulptören Jonas Berggren har gjort två skulpturer till kyrkan, liksom nummertavlorna och predikstolen
- I kyrkan finns en pneumatisk läktarorgel med 33 stämmor, en mekanisk kororgel från 50-talet med 7 stämmor samt en Yamahaflygel.

## Orgel
- 1716 sattes en orgel upp av okänt ursprung med 7 stämmor.[1]
- 1802 bygger Pehr Schiörlin, Linköping, en orgel med 26 stämmor fördelade på två manualer och pedal.
- Den nuvarande orgeln är byggd 1940 av A. Magnussons Orgelbyggeri, Göteborg. Orgeln är pneumatisk med en fasad från 1802 års orgel. Den har tre fria kombinationer och registersvällare.

| Huvudverk I    | Svällverk II    | Svällverk III  | Pedal         | Koppel      |
| Principal 16’  | Oktava 8’       | Quintadena 16' | Principal 16’ | I/P         |
| Principal 8’   | Gedackt 8’      | Rörflöjt 8'    | Subbas 16’    | II/P        |
| Dubbelflöjt 8’ | Gemshorn 4’     | Fugara 8'      | Oktava 8'     | III/P       |
| Oktava 4’      | Rörflöjt 4’     | Principal 4'   | Gedackt 8'    | II/I        |
| Quinta 2 2⁄3'  | Nachthorn 2'    | Blockflöjt 4'  | Flagflöjt 4'  | III/I       |
| Oktava 2’      | Terscymbel 3 ch | Nasard 2 2⁄3'  | Mixtur 4 ch   | III/II      |
| Mixtur 3-5 ch  | Krumhorn 8'     | Waldflöjt 2'   | Basun 16'     | II 16'/I    |
| Trumpet 8'     | Tremulant       | Ters 1 3⁄5'    | Skalmeja 4'   | II 4'/I     |
|                |                 | Scharff 4 ch   |               | III 4'/I    |
|                |                 | Kopfregal 8'   |               | III 16'/II  |
|                |                 | Tremulant      |               | III 4'/II   |
|                |                 |                |               | III 16'/III |
|                |                 |                |               | III 4'/P    |

### Kororgel
År 1697/1969 installerades en mekanisk kororgel ritad av arkitekten Torsten Leon-Nilson och tillverkad av Västbo Orgelbyggeri, Långaryd.
| Manual         | Pedal      | Koppel  |
| Gedackt 8’     | Subbas 16’ | Man/Ped |
| Principal 4’   |            |         |
| Koppelflöjt 4’ |            |         |
| Waldflöjt 2’   |            |         |
| Nasat 1 1⁄3'   |            |         |
| Mixtur 3 ch    |            |         |

## Bilder

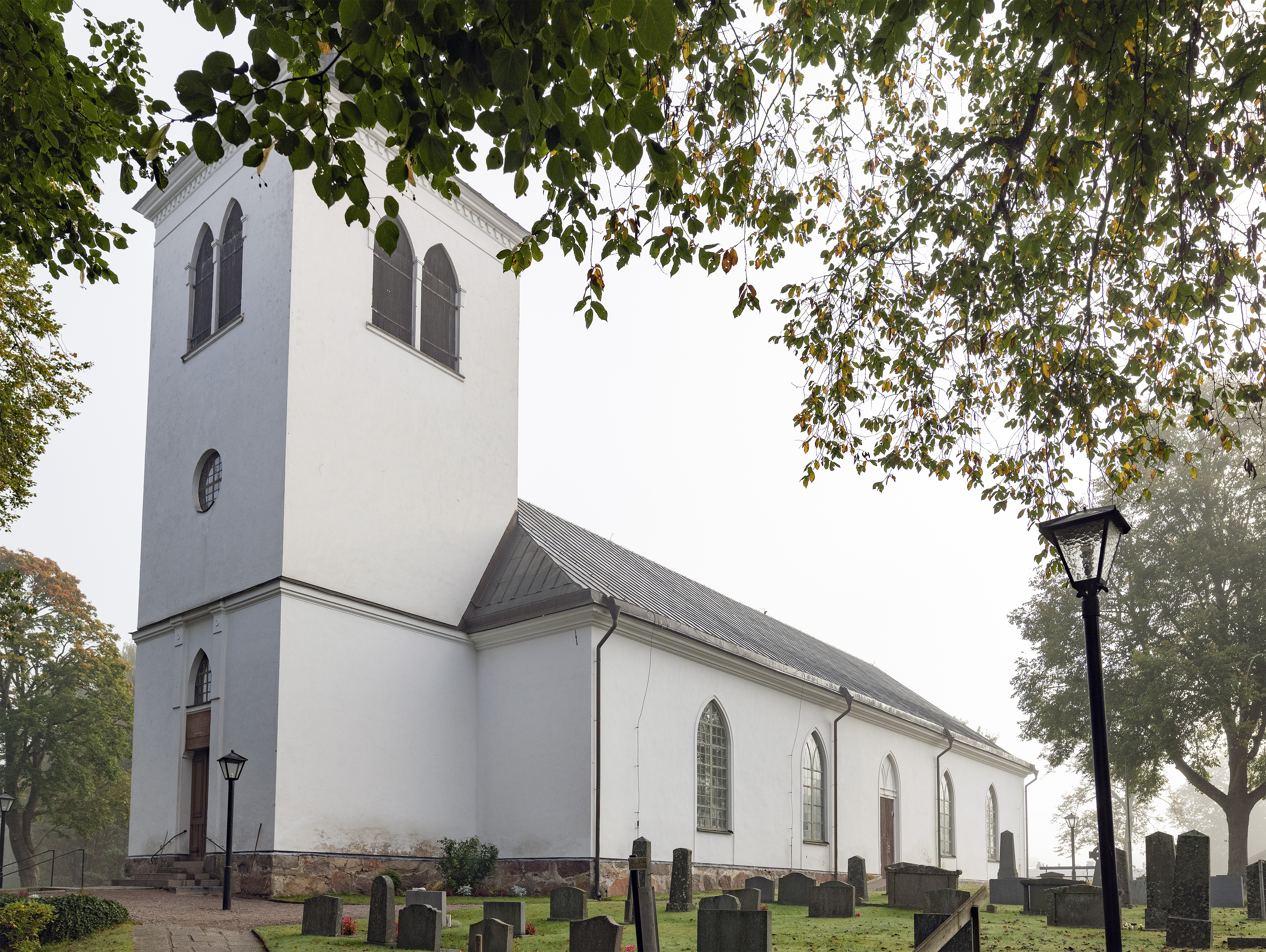
Vena kyrka 2020
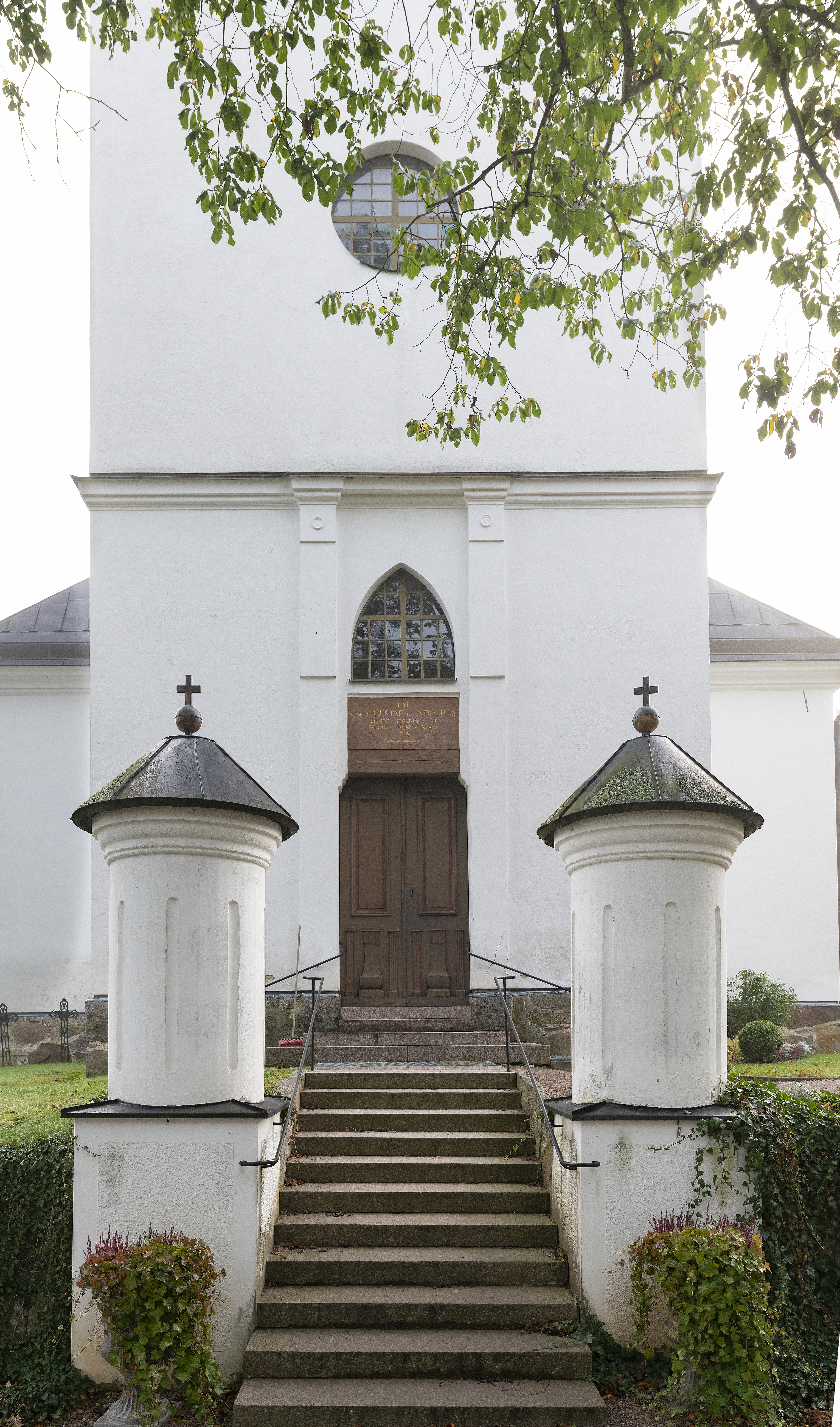
Vena kyrka grind 2020
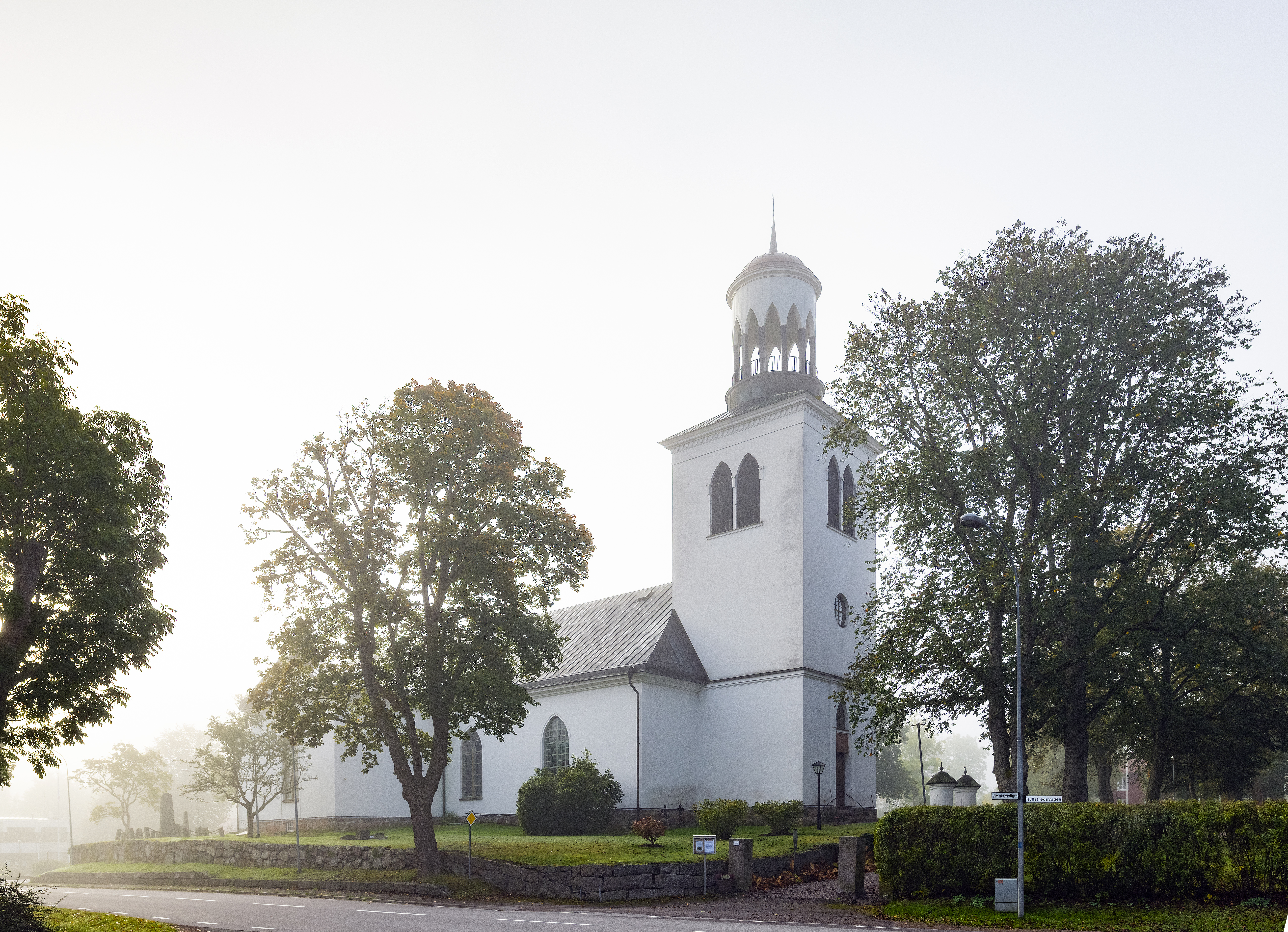
Vena kyrka 2020
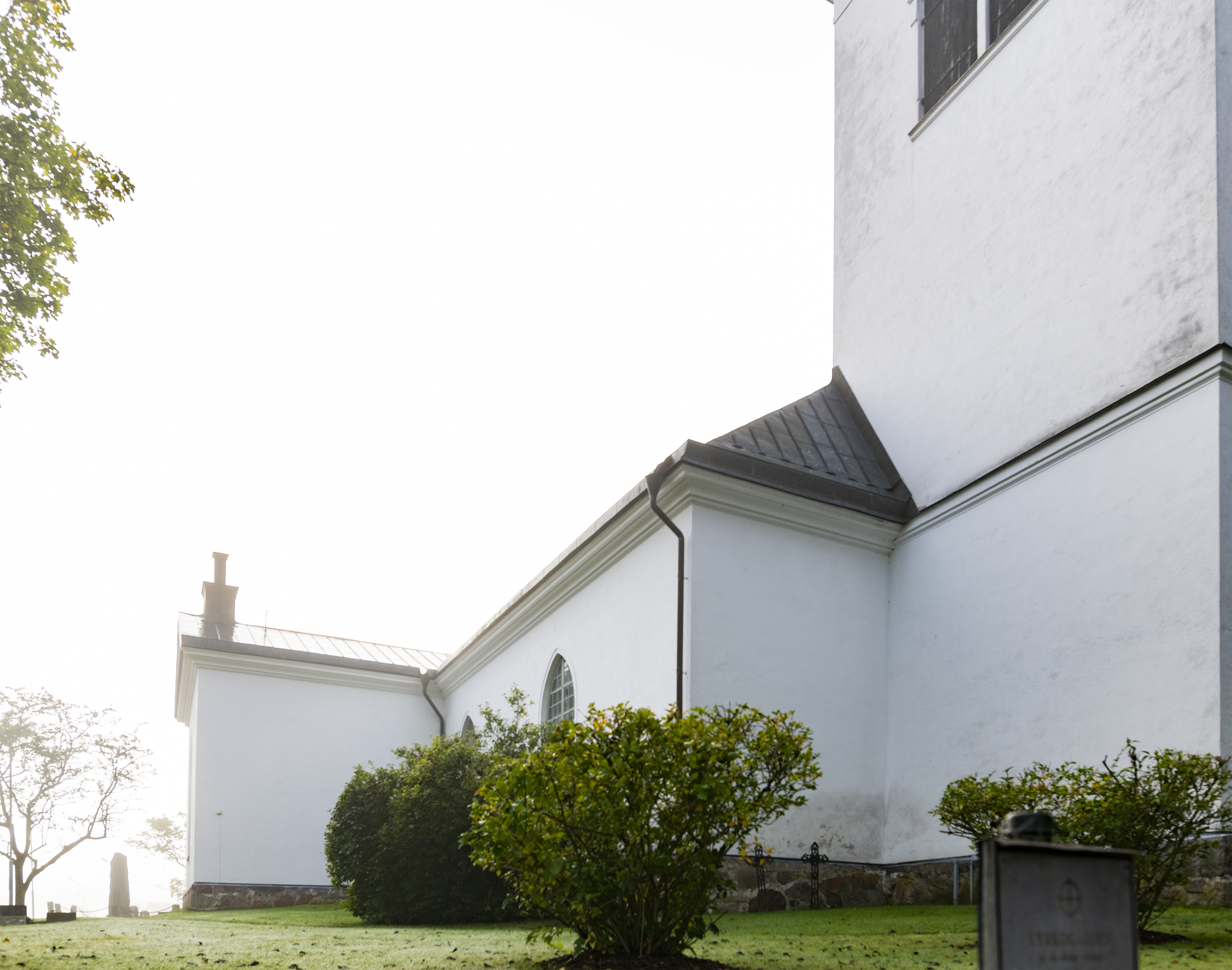
Vena kyrka 2020